# Karting

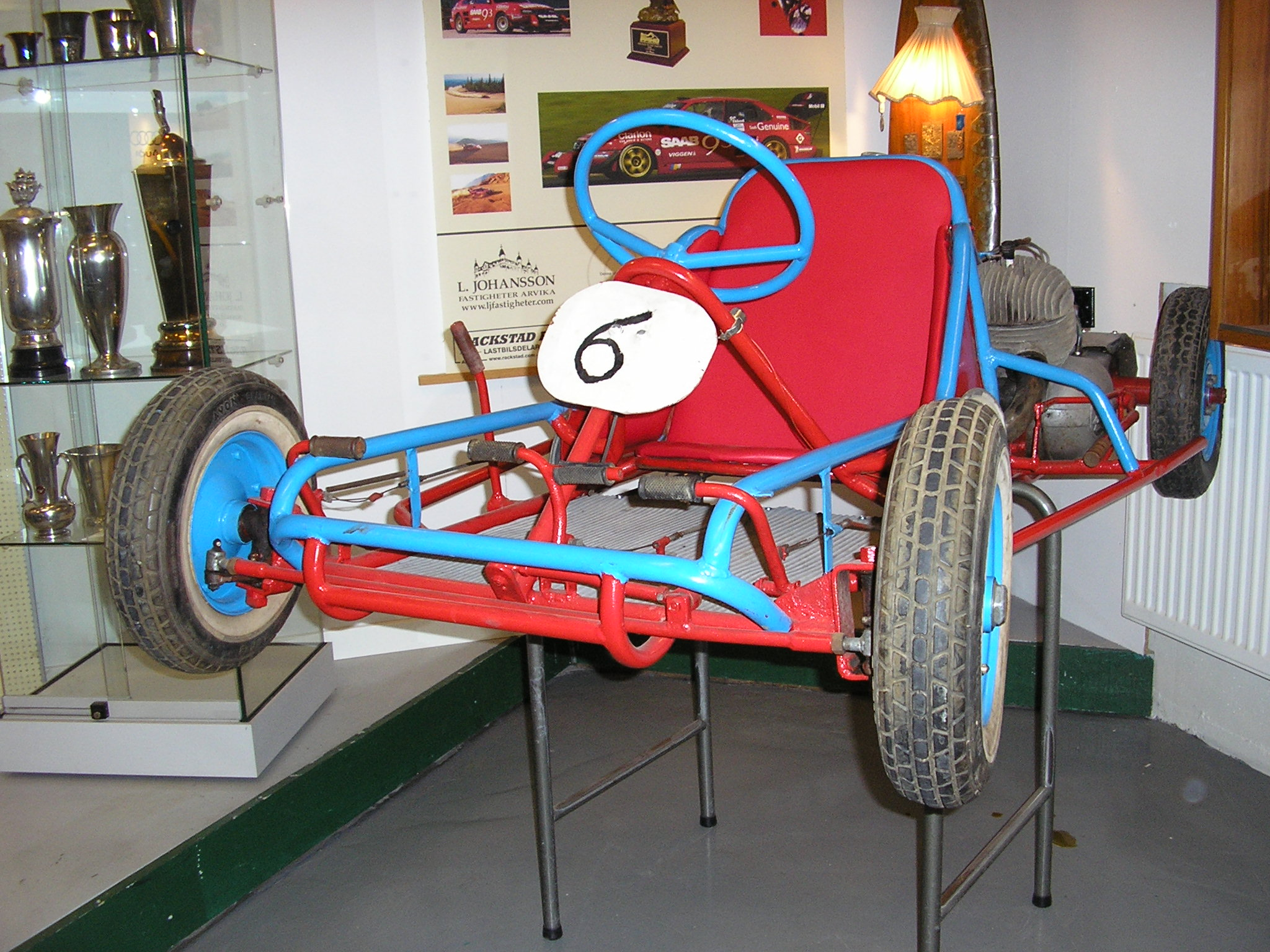
Speedcar från 1960. Föregångaren till dagens gokart

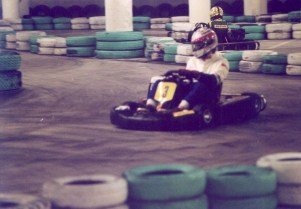
Karting inomhus

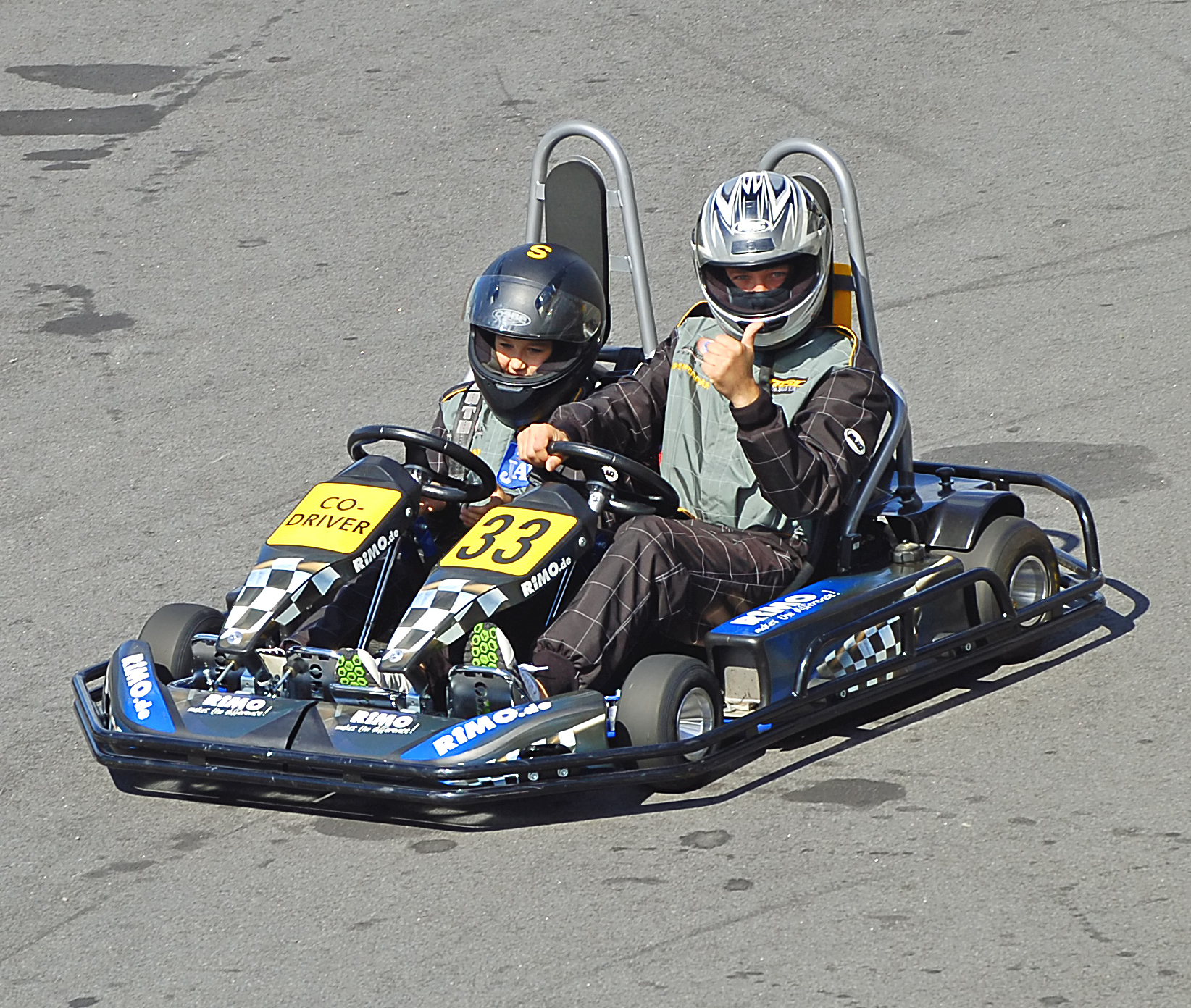
Tvåsitsig gokart.

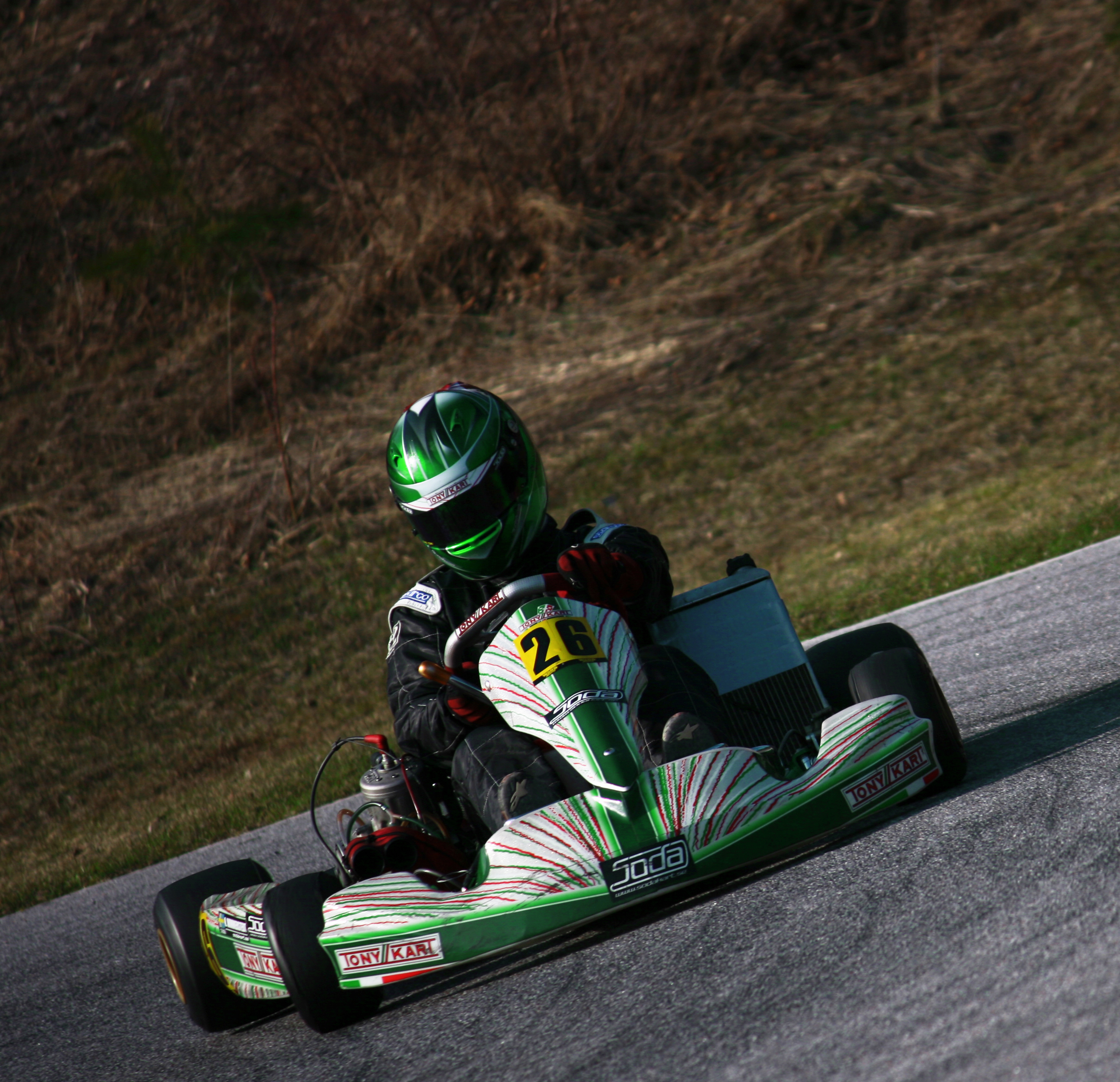
Tävlingskart - KZ2.

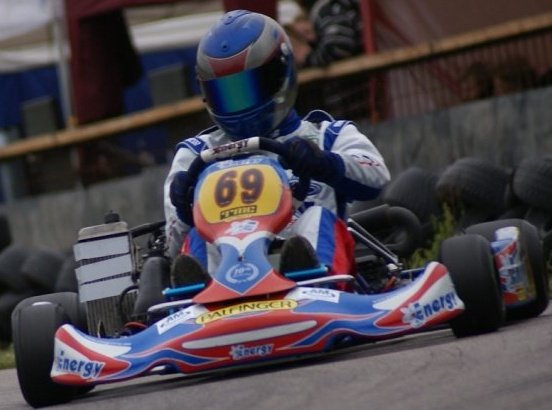
Tävlingskart - Rotax Max.

Karting är en bilsport som körs på en asfaltbana, med en liten snabb specialbyggd bil. Biltypen som används inom karting kallas kart. I folkmun är bilarna dock även kända som gokart, men detta syftar främst till de kartar som hyrs ut till privatpersoner vid kartinganläggningar. Kartar får inte framföras på allmän väg, men å andra sidan krävs inte det vanliga körkortet eller regelbunden kontroll av fordonet på den vanliga bilbesiktningen. I Sverige får man börja köra karting när man är sex år. En sänkning av åldersgränsen med ett år gjordes till säsongen 2019.

## Hyrkart
Hyrkart är en vanligt förekommande verksamhet vid kartinganläggningar. Detta innebär att vem som helst kan komma och testa på karting, utan att några licenser behöver tas. Hyrkartar har vanligtvis fyrtaktmotorer med 5 till 12 hästkrafter och är ofta utrustade med något slags båge runt hjulen för att göra dem mer tåliga för påkörningar än riktiga tävlingskartar. För inomhushallar används även eldrivna hyrkartar som av banoperatören trådlöst kan regleras effektmässigt för att passa föraren avseende erfarenhet, vikt etc.

## Tävlingsklasser
I tävlingssammanhang finns det ett antal olika klasser för vagnar med motorer från 60 till 250 cm3. Följande klasser är aktuella (2016) tävlingsklasser i Sverige:
| Klass                               | Förarens ålder (år) | Cylindervolym cm3 | Motoreffekt (hk) | Motor                      | Minimivikt                        | Anmärkning                           |
| ----------------------------------- | ------------------- | ----------------- | ---------------- | -------------------------- | --------------------------------- | ------------------------------------ |
| Cadetti                             | 6-10                | 60 el. 96         | ca 5             | Raket 60 CD eller 95 Cadet | 80 kg                             | Centrifugalkoppling                  |
| Micro                               | 8-10                | 95                | ca 6             | Raket 95 Micro             | 105 kg                            | Centrifugalkoppling & elstart        |
| Mini                                | 10-14               | 95                | ca 9,5           | Raket 95 Mini              | 115 kg                            | Centrifugalkoppling & elstart        |
| Junior 60                           | 10-13               | 60                | ca 11            | -                          | 115 kg                            | Centrifugalkoppling & elstart        |
| Senior 125                          | från 14             | 125               | ca 28            | -                          | Beror på motormodell - 162-172 kg | Centrifugalkoppling & elstart        |
| Junior 125                          | 12-15               | 125               | ca 20            | -                          | 150kg                             | Centrifugalkoppling & elstart        |
| Rotax DD2 Masters                   | från 25             | 125               | ca 34            | Rotax DD2                  | 180 kg                            | Tvåväxlad, paddelväxlar. Ingen kedja |
| Formel Historisk och Formel Classic | -                   | -                 | -                | -                          | -                                 |                                      |

Formel Historisk och Formel Classic är endast för träning och uppvisning. Besiktning och sportsliga kontroller tillämpas inte.

### Internationella tävlingsklasser
| Klass           | Förarens ålder (år)                      | Cylindervolym cm3 | Motoreffekt (hk) | Licenskrav |
| --------------- | ---------------------------------------- | ----------------- | ---------------- | ---------- |
| OKJ             | 12-14 (ingen övre för nationell tävling) | 125               | ca 25            | C licens   |
| OK              | från 14                                  | 125               | från 28          | B licens   |
| KF1             | från 15                                  | 125               | 38               | A licens   |
| KZ2             | från 15                                  | 125, 6-växlad     | ca 40-50         |            |
| KZ1             | från 15                                  | 125, 6-växlad     | ca 50            | A licens   |
| Supercart div 1 | från 18                                  | 250, växellåda    |                  |            |
| Supercart div 2 | från 18                                  | 250, växellåda    |                  |            |
| SuperVkart      | från 16                                  | 625, variator     |                  |            |

## Tävlingar
Tävlingar anordnas världen över, och de yngsta förarna är i sjuårsåldern. I den åldern handlar det oftast om uppvisningskörning, alltså inte egentlig tävling. De största klasserna (E, s.k. superkart) körs på vanliga tävlingsbanor, men de flesta körs på tävlingsbanor särskilt konstruerade för kart. SM i karting körs varje år. Svenska mästerskap kördes säsongen 2008 i klasserna KF3, KF2 och KZ2. Dessutom kördes säsongen 2008 ett Riksmästerskap i klasserna Yamaha, Rotax Max och Sport 2000. Det finns tre stora tävlingsserier i Sverige:
- Mellansvenska kartracingserien (MKR)
- Sydsvenska Karting Champion Cup (SKCC)
- Norrlandscupen (NC)

I dessa tre serier körs tävlingsklasserna Formel Micro, Formel Mini, J60, J125, S125, Rotax Junior, Rotax DD2, OK, OKJ och KZ2. Även uppvisningsklassen Cadetti körs i samband med tävlingarna. Inte alla klasser tävlar i varje serie och vid varje tävling.

## Flaggsignaler
Det finns ett antal olika flaggsignaler i karting. 
- En röd flagga innebär att tävlingen är tillfälligt avstannad, möjligtvis för att det har skett en olycka[1].
- En svart flagga innebär att föraren har gjort ett fel som innebär att föraren måste stanna[1].
- En svart flagga med orange cirkel innebär att föraren har ett tekniskt fel och på grund av detta måste köra in i depån[1].
- En svartvit flagga används för att dela ut varningar till förare som inte kör enligt reglerna[1].
- En svartvitrutig flagga innebär att loppet är slut och att alla förare ska stanna[1].
- En gul flagga innebär att det har skett en olycka på en viss plats och att alla förare måste sakta ned och inte köra om någon[1].
- En blå flagga innebär att föraren är varvad och att någon försöker köra om[1].
- En vit flagga betyder att det finns ett långsamt fordon framför föraren på kartingbanan[1].

## Hobbyåkning & seniorkarting
Den senaste trenden är att allt fler medelålders börjar åka karting. De legitimerar därmed sporten som banracing bland vuxna. Med enkla medel och en lätthanterlig bil, både att meka med och transportera, kan man få fartupplevelser i klass med formelbilar. Gruppen håller på att etablera sig som "hobbyåkare" och de lite äldre samsas under begreppet seniorkarting.
En tvåväxlad kart (Rotax DD2) fyller tomrummet mellan en- och sexväxlade kartar. Nedre åldergräns är 25 år. Den körs i många länder över hela världen, inte minst på grund av ny teknik och långa serviceintervaller.  
Karting organiseras i Sverige genom Svenska Bilsportförbundet (SBF). Kartingutskottet (KU) ansvarar för kartingens utveckling. 
Sverige har haft flera världsmästare genom åren, bland annat Leif "Putt" Larsson från Enköping. På senare år har förre STCC-föraren Thomas Johansson gjort sig ett namn som en av de bästa i världen i 250 cm3-E-kartsammanhang.
Det finns olika typer av licenser t.ex. debutant, nationell och internationell. Med debutantlicens får man starta längst bak, förutom i finalheaten.